# Skede socken
Skede socken i Småland ingick i Östra härad, ingår sedan 1971 i Vetlanda kommun i Jönköpings län och motsvarar från 2016 Skede distrikt.
Socknens areal är 76,03 kvadratkilometer, varav land 74,14. År 2000 fanns här 1 115 invånare. Tätorterna Sjunnen och Skede samt sockenkyrkan Skede kyrka ligger i socknen. 

## Administrativ historik
Skede socken har medeltida ursprung.
Vid kommunreformen 1862 övergick socknens ansvar för de kyrkliga frågorna till Skede församling och för de borgerliga frågorna till Skede landskommun. Landskommunen inkorporerades 1952 i Alseda landskommun och uppgick sedan 1971 i Vetlanda kommun. Församlingen uppgick 2010 i Alseda församling.
1 januari 2016 inrättades distriktet Skede, med samma omfattning som församlingen hade 1999/2000.  
Socknen har tillhört samma fögderier och domsagor som Östra härad. De indelta soldaterna tillhörde Kalmar regemente, Vedbo kompani, och Smålands husarregemente, Hvetlanda skvadron, Hvetlanda.

## Geografi
Skede socken ligger kring Skedeån. Socknen är skogrik, kuperad och höglänt med höjder 309 meter över havet kring den centrala dalgången.

## Fornlämningar
En hällkista från stenåldern, några gravrösen från bronsåldern och tre järnåldersgravfält finns här.

## Namnet
Namnet (1290 Skedom), taget från kyrkbyn, är bildat efter ordet skede, gräns (vägskäl, rågång).

### Fotnoter
1. 1 2 3  Svensk Uppslagsbok andra upplagan 1947–1955: Skede socken
2. 1 2  Harlén, Hans; Harlén Eivy (2003). Sverige från A till Ö: geografisk-historisk uppslagsbok. Stockholm: Kommentus. Libris 9337075. ISBN 91-7345-139-8
3. ↑  ”Församlingar”. Statistiska centralbyrån. https://www.scb.se/hitta-statistik/regional-statistik-och-kartor/regionala-indelningar/forsamlingar/. Läst 30 december 2022.
4. ↑  Administrativ historik för Skede socken (Klicka på församlingsposten). Källa: Nationella arkivdatabasen, Riksarkivet.
5. ↑  Indelta soldater, torp och rotar i Jönköpings län Arkiverad 24 januari 2012 hämtat från the Wayback Machine. Jönköpingsbygdens Genealogiska Förening
6. 1 2  Sjögren, Otto (1931). Sverige geografisk beskrivning del 2 Östergötlands, Jönköpings, Kronobergs, Kalmar och Gotlands län. Stockholm: Wahlström & Widstrand. Libris 9939
7. 1 2 3  Nationalencyklopedin
8. ↑  Fornlämningar, Statens historiska museum: Skede socken
9. ↑  Fornminnesregistret, Riksantikvarieämbetet: Skede socken Fornminnen i socknen erhålls på kartan genom att skriva in sockennamn (utan "socken") i "Ange geografiskt område"